# آگواسال
آگواسال (به اسپانیایی: Aguasal) یک شهرستان در اسپانیا است که در استان وایادولید واقع شده‌است.